# Maso Finiguerra

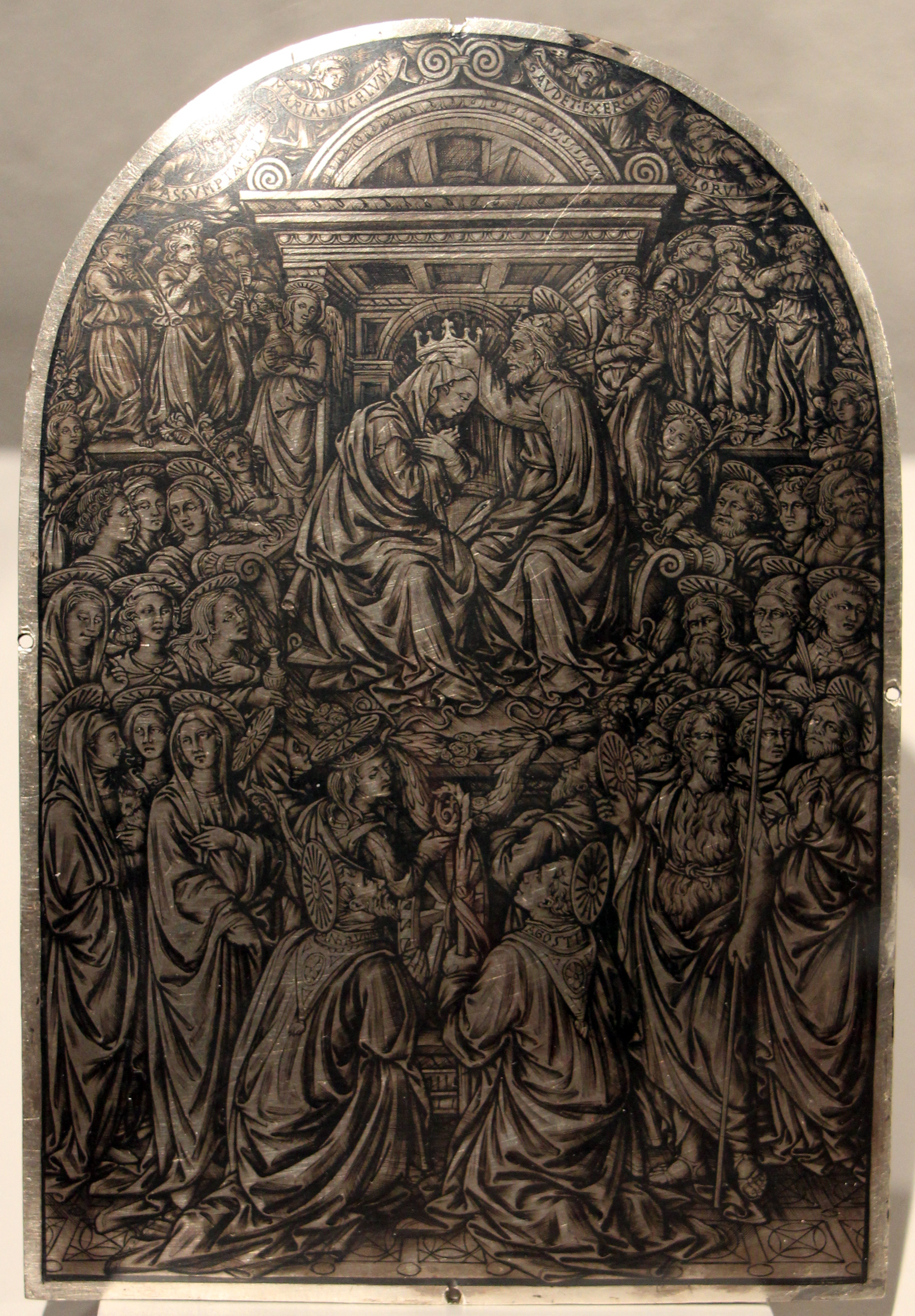
Coronación de la Virgen (1452), Museo del Bargello, Florencia

Tommaso di Antonio Finiguerra, más conocido como Maso Finiguerra (Florencia, 1426–ibidem, 23 de agosto de 1464) fue un pintor, escultor y orfebre italiano. 

## Biografía
Finiguerra era un platero especializado en nielado, que trabajó con Lorenzo Ghiberti en las puertas del baptisterio de San Juan de Florencia. Fue también colaborador de Antonio Pollaiuolo.
En 1452 realizó una plancha de plata de la Coronación de la Virgen para el baptisterio de San Juan (actualmente en el Museo del Bargello). De esta obra sacó una prueba en papel, por lo que se le considera uno de los pioneros del grabado en metal, cuya invención se le suele atribuir sobre todo en Italia, gracias a un comentario de Giorgio Vasari, aunque existen otras versiones: en Alemania se atribuye su invención a Martin Schoen, de Baviera, o a Israel Mecheln, de Westfalia; en todo caso, no existe certeza en ninguna de estas versiones. Es probable que la impresión de estos nielados fueran pruebas de los trabajos de los orfebres para ver el resultado final de su obra, al tiempo que material de instrucción para los aprendices, y que el objetivo final fuese el esmalte; en todo caso, no parece probable que Maso fuese consciente de la posibilidad de repetir esta impresión de forma seriada ni que pudiese suponer una nueva manifestación artística. Otros orfebres utilizaron coetáneamente la misma técnica, como Pellegrino da Cesena, por lo que es erróneo adjudicar su invención a Finiguerra, pero la celebridad de Vasari dejó asentada esta tradición.
La Coronación de la Virgen (130 x 87 mm) estaba destinada a un portapaz del baptisterio de San Juan. Existen dos moldes de azufre del original, uno conservado en el British Museum de Londres y otro en la colección Rothschild. La impresión efectuada por Maso fue encontrada por el abate Pietro Zani en 1797 en el Gabinete de Estampas de la Biblioteca Nacional de Francia en París. Tras relacionarlo con la imagen descrita por Vasari elaboró un estudio titulado Materiali per servire alla storia dell'origine e dei progressi dell'incisioni... Escoperta d'una estampa originale del celebre Maso Finiguerra (1802). Posteriormente, Robert Dumesnil encontró otra prueba del mismo portapaz en la Biblioteca del Arsenal de París.
Fue autor también de los dibujos para las taraceas de los armarios de la sacristía de Santa Maria del Fiore, que realizó Giuliano da Maiano.